# Sabulodes cletiusaria
Sabulodes cletiusaria är en fjärilsart som beskrevs av William Schaus 1933. Sabulodes cletiusaria ingår i släktet Sabulodes och familjen mätare. Inga underarter finns listade.